# Condicional indicativo
En lenguas naturales, un condicional indicativo es la operación lógica dada por enunciados de la forma "Si A entonces B".  A diferencia del material condicional, un indicativo condicional no tiene una definición estipulada.  La literatura filosófica en esta operación es extensa, y el consenso no ha sido logrado.

## Distinciones del material condicional
El material condicional  no siempre está de acuerdo con el razonamiento si-entonces. Por tanto, existen inconvenientes con utilizar el material condicional para representar enunciados de la forma si-entonces.
Un problema es que el material condicional deja implicaciones para ser ciertas incluso cuándo el antecedente es irrelevante al consiguiente. Por ejemplo,  es generalmente aceptado que el sol está hecho de plasma, por un lado, y que 3 es un número primo, en el otro. La definición estándar de implicación nos dejó para concluir que, si el sol está hecho de plasma, entonces 3 es un número primo. Esto es posiblemente sinónimo de: el sol hecho de plasma hace que el 3 sea un número primo. Muchas personas intuitivamente piensan que esto es falso, porque el sol y el número tres sencillamente no tienen nada que ver uno con el otro. Lógicos han intentado dirigir esta preocupación por desarrollar lógicas alternativas, p. ej., lógica de pertinencia.
Para un problema relacionado, ver verdad vacua.
Otro asunto es que el material condicional no está diseñado para tratar Contrafactual y otros casos que las personas a menudo encuentran el si-entonces razonando. Esto inspira a personas a desarrollar lógica modal.
Un problema promovido es que el material condicional es tal que (P ^ ¬P) → Q, a toda costa de qué Q está tomado como promedio. Aquello es, una contradicción que implica que absolutamente todo es cierto. Lógicos se preocupan por el desarrollo Lógica paraconsistente.
Las teorías mencionadas no son exclusivas.

## Psicología
La mayoría de experimentos condicionales en la psicología de razonar ha sido llevado a cabo con iniciativa condicional, condiciones causales,  y Condicional contrafactual. Las personas fácilmente hacen el modus ponens inferencia, aquello es,  dado si A entonces B, y dado A,  concluyen B, pero solo alrededor de la mitad de los partícipes en experimentos hacen el modus tollens inferencia, aquello es,  dado si A entonces B, y dado ¬B, sólo la mitad de los partícipes concluyen ¬A, el resto dice que no entiende nada (Evans et al., 1993). Cuándo los partícipes están dando condicionales contrafactuales,  hacen ambos el modus ponens y el modus tollens inferencias (Byrne, 2005).